# Albert Altenähr
Albert Altenähr OSB (* 17. März 1942 in Rheine als Wilhelm Altenähr; † 24. November 2022 in Stolberg) war ein deutscher römisch-katholischer Ordensgeistlicher. Er war von 1982 bis 2007 dritter residierender Abt der wiedererrichteten Neuen Benediktinerabtei Kornelimünster bei Aachen.

## Leben
Altenähr trat der Ordensgemeinschaft der Benediktiner in der Abtei Gerleve bei, erhielt den Ordensnamen Albert und legte am 26. August 1962 die Profess ab. Er studierte Philosophie und Theologie in Gerleve (1962–1964) und in Rom (1964–1970). Am 28. August 1967 empfing er die Priesterweihe und war in der spirituellen Kursarbeit, später auch als Bibliothekar und Exerzitienleiter in der Abtei Gerleve tätig. An der Päpstlichen Akademie Alfonsiana in Rom wurde er bei Bernhard Häring CSsR mit einer Dissertation über die Theologie des Gebets bei Dietrich Bonhoeffer zum Doktor der Theologie promoviert.
Im Jahr 1982 wurde Altenähr zum Abt der Neuen Benediktinerabtei Kornelimünster gewählt. Die Abtsbenediktion spendete ihm am 25. Juli 1982 der Aachener Bischof Klaus Hemmerle. Sein Wahlspruch war „Froh in der Hoffnung“ (Röm 12,12). 2007 trat er nach 25 Jahren im Amt des Abtes zurück.  Er gehörte langjährig dem Leitungsgremium der Kongregation von Subiaco und Montecassino an, dem die Abtei  Kornelimünster angehört. Zudem engagierte er sich in der Arbeitsgemeinschaft Benediktineroblaten.
1987 wurde Altenähr von Kardinal-Großmeister Maximilien Kardinal de Fürstenberg zum Ritter des Ritterordens vom Heiligen Grab zu Jerusalem ernannt und am 23. Mai 1987 im Dom St. Peter zu Osnabrück durch Bischof Franz Hengsbach, Großprior der deutschen Statthalterei, in den Orden investiert. Er war Großoffizier des Päpstlichen Laienordens. 
Die in Kornelimünster lebende Künstlerin Janet Brooks Gerloff fertigte 1985 ein Porträt von Abt Altenähr an, das 1987 in ihrer Ausstellung in der Parlamentarischen Gesellschaft in Bonn gezeigt wurde.
Am 24. November 2022 erlag Altenähr einem Krebsleiden.

## Schriften (Auswahl)
- Dietrich Bonhoeffer, Lehrer des Gebets, Dissertation, Echter Verlag, Würzburg 1976 ISBN 978-3-429-00443-9
- Aachen – Bilder und Gedanken zur Heimat, Heinz Malangré (Hrsg.) und Annette Schavan (Hrsg.), Einhard Verlag, Aachen 1988
- Der tanzende Mönch – Gedichte aus dem Kloster, Dialog-Verlag, 2003, ISBN 978-3-941462-83-0
- Gottgeknister: Gedichte aus dem Glauben, Dialog Medien und Emmaus-Reisen, 2012, ISBN 978-3-941462-68-7
- Psalmen-Schnipsel: Gebets-Notizen aus dem Kloster, Einhard Verlag, Aachen 2019, ISBN 978-3-943748-60-4